# 北大西洋涛动

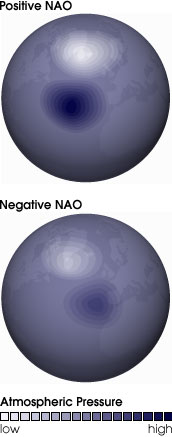

北大西洋涛动（英語：North Atlantic Oscillation、NAO）是北大西洋上空冰岛低压和亚速尔高压之间海平面气压差 (SLP)波动的天气现象。通过冰岛低压和亚速尔群岛高压的强度波动，NAO控制着中纬度西风的强度和方向以及跨北大西洋风暴路径的具体位置。 
NAO 是在 19 世纪末到20 世纪初通过多项研究发现的。 与发生在太平洋的厄尔尼诺-南方涛动现象不同，NAO 主要是一种大气模式。它是北大西洋及周边潮湿气候地带出现气候波动的最重要表现之一。 
北大西洋涛动与北極振盪（AO）（或北极环流模式（NAM））密切相关，但不应与大西洋多年代际振荡（AMO）相混淆。

## 定义
NAO 有多种可能的定义。最容易理解的是那些基于测量站间季节平均气压差的数据，例如：
- 里斯本和Stykkishólmur/雷克雅未克
- 蓬塔德尔加达、亚速尔群岛和斯蒂基什霍尔穆尔/雷克雅未克
- 亚速尔群岛 (1865–2002)、直布罗陀(1821–2007) 和雷克雅未克[4]

这些定义在冰岛都有相同的北点（因为这是该地区唯一一个有长期记录的站）；和各个南点。所有人都试图通过在亚速尔高压和冰岛低压这两个稳定压力区域的“眼睛”中选择站点来捕捉相同的变化模式（如图所示）。
通过数值天气预报生成的更完整的现代记录，基于地表气压的主要经验正交函数(EOF)，学者对NAO进行了更为复杂的定义。 该定义与基于站的定义具有高度相关性。这就引发了关于 NAO 是否与 AO/NAM 不同的争论：如果两者不同，那么两者中的哪一个才是大气结构的最基于物理规律的（而非最明显脱离的那个）数学表达式？  

## 描述

NAO 冬季指数基于自 1823 年以来直布罗陀和冰岛之间的归一化海平面压力(SLP) 差异，带有黄土平滑（黑色）

吹过大西洋的西风将潮湿的空气带入欧洲。在西风强、夏季凉爽、冬季温和、经常下雨的年份。如果西风带被抑制，夏季和冬季的温度会更加极端，导致热浪、深度冻结和降雨减少。  
冰岛上空的永久低压系统（冰岛低压）和亚速尔群岛上空的永久高压系统（亚速尔群岛高压）控制着西风进入欧洲的方向和强度。这些系统的相对优势和位置每年都在变化，这种变化被称为 NAO。两个站的压力差异很大（高指数年，表示为 NAO+）导致西风带增加，因此中欧及其大西洋立面夏季凉爽，冬季温和潮湿。相反，如果指数较低（NAO-），则西风带受到抑制，北欧地区遭受寒冷干燥的冬季，风暴向南向地中海移动。这给南欧和北非带来了更多的风暴活动和降雨。
特别地，在 11 月至 4 月期间，NAO 影响了北大西洋地区的大部分天气变化，包括风速和风向变化、温度和湿度分布的变化以及风暴的强度、数量和轨迹。目前的研究认为，NAO 可能比以前所估计的更容易预测，并且 针对 NAO 可以进行更为有技巧性的冬季天气预报。 
在 NAO 对北美短期天气的影响程度上，学者们还有一些争议。大多数研究者认为 NAO 对美国的影响远小于对西欧的影响 ，但也有人认为 NAO 会影响北美北方中东部大部分地区的天气。在冬季，当该指数处于高位 (正相，记为NAO+) 时，亚速尔高压会在北美大陆东半部产生更强的西南环流，从而阻止北极空气大量南下（进入北纬 40 度以南的美国）。与厄尔尼诺现象相结合，这种效应可以使美国北方中西部地区和新英格兰地区的冬季明显变暖，但对这些地区的南部的影响是有争议的。相反，当 NAO 指数较低 (负相，记为NAO-) 时，美国中北部和东北部地带可能会比平时更容易发生冬季极寒天气，并伴有暴风雪产生。在夏季，强烈的负相 NAO 会导致急流减弱，这种急流通常会将纬向系统导入大西洋区域，从而导致欧洲长时间持续的热浪。不过，最近的研究并未表明这些关联的证据。 
最近的研究表明，NAO 的组成部分（压力中心强度和位置）在研究与欧洲、北美和地中海地区的季节性和次季节性气候变化的关系方面更有力。   

## 影响

### 对北大西洋海平面的影响
在正 NAO 指数 (NAO+) 下，由于“逆气压计效应”，区域大气压力降低会导致区域海平面上升。这种效应对于解释历史海平面记录和预测未来海平面趋势都很重要，因为毫巴数量级的平均压力波动会导致厘米数量级的海平面波动。

### 北大西洋飓风
通过控制亚速尔群岛高压的位置，NAO 还影响了北大西洋主要热带气旋的一般风暴路径的方向：亚速尔群岛高压的位置越向南，往往会迫使风暴进入墨西哥湾，而北部的位置允许他们追踪北美大西洋海岸。 
根据古风暴学研究显示，在公元前 3000 年至公元前 1400 年和最近的一千年期间，很少有大型飓风袭击墨西哥湾沿岸。而自公元前 1400 年至公元 1000 年期间，出现了一个飓风高度活跃的时期，这段时间里墨西哥湾沿岸经常遭受灾难性飓风的袭击，飓风登陆概率增加了 3-5 倍之多。   

### 生态效应
直到最近，自 1970 年代后期以来，NAO 一直处于整体活跃的状态，给西北大西洋带来了更冷的条件，拉布拉多海雪蟹的繁盛就可能与之有关，因为它们的宜居环境温度较低。 
北海的 NAO+ 变暖降低了处于其耐温上限的鳕鱼幼体的存活率，拉布拉多海的冷却也是如此，那里的鳕鱼幼体处于其耐温的下限。 尽管并非关键因素，1990 年代初期的 NAO+ 峰值可能对纽芬兰鳕鱼渔业崩溃事件产生了影响。 在美国东海岸，NAO+ 会导致气温升高和降雨量增加，从而使地表水变暖、含盐量减少。这会抑制营养丰富的上升流，导致表层海水生产力下降。鳕鱼捕捞量减少还影响到了乔治海岸和缅因湾。 
NAO的强度也是深入研究的Soay羊种群波动的决定性因素。  Jonas 和 Joern (2007) 在美国中西部的高草草原中发现了 NAO 和蚱蜢物种组成之间的强烈信号。他们发现，尽管 NAO 不会显着影响中西部的天气，但常见蚱蜢物种的丰度在 NAO 的正相的冬季之后显著增加（即Hypochlora alba、Hesperotettix spp.、 Phoetaliotes nebrascensis、M. scudderi、M. keeleri 和 Pseudopomala brachyptera ），在 NAO 的负相冬季之后一些物种则不再常见（即Campylacantha olivacea、Melanoplus sanguinipes、Mermiria picta、Melanoplus packardii 和 Boopedon gracile ）。这被认为是第一个显示 NAO 与北美陆生昆虫之间联系的研究。 

## 相关事件

### 欧洲2009-10年冬季
2009-10 年欧洲的冬天异常寒冷。据推测，这可能是由于太阳活动低， 厄尔尼诺-南方涛动的温暖阶段和准两年期涛动的强烈东向阶段同时发生的结果。 例如，英国气象局报告说，英国经历了 30 年来最冷的冬天。这恰逢NAO异常消极的阶段。  2010 年年中发表的分析证实，同时发生的“厄尔尼诺”事件和罕见的极负面 NAO 发生，这已被称为“混合厄尔尼诺”。  
然而，在2010-11 年冬季，北欧和西欧，通常位于冰岛西部和格陵兰岛东部的冰岛低压经常出现在冰岛东部，因此允许异常冷空气从北极进入欧洲。一个强大的高压区域最初位于格陵兰岛上方，扭转了大西洋西北部的正常风型，形成了一种阻塞模式，将暖空气吹入加拿大东北部，将冷空气吹入西欧，就像前一个冬天一样。这发生在拉尼娜季节，与罕见的北极偶极子异常有关。 
在大西洋的西北部，这两个冬天都很温和，尤其是 2009-2010 年，这是加拿大有记录以来最温暖的冬天。 在该国北极北部地区，2010-2011 年冬季气温显著高于正常水平。 
当北极在夏季被较少的海冰覆盖时，中欧出现寒冷冬季和大量积雪的可能性会增加。亥姆霍兹协会阿尔弗雷德·韦格纳极地和海洋研究所波茨坦研究室的科学家们解密了一种机制，在该机制中，夏季海冰覆盖层的缩小会改变北极大气中的气压区以及对欧洲冬季天气的影响。
如果像近年来观察到的那样，夏季北极海冰特别大规模融化，则会加剧两个重要影响。首先，浅冰面的后退揭示了较暗的海洋，使其在夏季因太阳辐射而变暖（冰-反照率反馈机制）。其次，减少的冰盖不再能阻止储存在海洋中的热量释放到大气中（盖子效应）。由于海冰覆盖减少，空气比以前更暖和，尤其是在秋季和冬季，因为在此期间海洋比大气更温暖。
靠近地面的空气变暖导致上升运动，大气变得不稳定。其中一种模式是北极和中纬度地区之间的气压差：从天气报告中可以看出北极振荡与亚速尔群岛高点和冰岛低点。如果这种差异很大，将产生强烈的西风，在冬季将温暖潮湿的大西洋气团带到欧洲。在压力差较低的负相阶段，寒冷的北极空气可以轻松地向南穿过欧洲，而不会被通常的西风带中断，过去三个冬天经常出现这种情况。模型计算表明，随着北极夏季海冰覆盖减少的气压差在接下来的冬季减弱，使得北极寒冷能够下推至中纬度地区。 

### 欧洲2015-16年冬季
尽管2015-16年的太平洋出现了有史以来记录的最强厄尔尼诺事件之一，但对于同一时期的欧洲冬季，北大西洋涛动在很大程度上占主导地位。例如，英格兰的坎布里亚郡出现了有记录以来最潮湿的月份之一。 截至 3 月初，地中海的马耳他群岛记录了有记录以来最干旱的年份之一，全国平均水平仅为 235 毫米，一些地区的记录值甚至少于 200 毫米。 